# Stortjärnen (Edsele socken, Ångermanland, 701670-153134)
Stortjärnen är en sjö i Sollefteå kommun i Ångermanland och ingår i Ångermanälvens huvudavrinningsområde.